# Tytthoscincus perhentianensis
Tytthoscincus perhentianensis — вид сцинкоподібних ящірок родини сцинкових (Scincidae). Ендемік Малайзії.

## Поширення і екологія
Tytthoscincus perhentianensis є ендеміками Перхентіанських островів, розташованих біля північно-східного узбережжя Малайського півострова. Вони живуть в рівнинних діптерокарпових лісах, серед опалого листя.